# Ignatius Anipu
Ignatius Kanmurum Anipu MAfr (* 7. November 1959 in der Upper East Region) ist ein ghanaischer römisch-katholischer Ordensgeistlicher und Bischof von Maradi in Niger.

## Leben
Ignatius Anipu trat der Ordensgemeinschaft der Weißen Väter bei, studierte Philosophie am Priesterseminar in Tamale und Theologie am Katholischen Institut von Toulouse. Nach weiteren Studien am Päpstlichen Institut für Arabische und Islamische Studien in Rom erwarb er das Lizenziat. Am 20. Juli 1991 empfing er das Sakrament der Priesterweihe.
Nach der Priesterweihe war er neben Aufgaben in der Pfarrseelsorge bis 1995 Nationalseelsorger für die Landjugend. Von 1999 bis 2001 war er Provinzialrat seines Ordens und von 2000 bis 2002 Verantwortlicher für die Ordensniederlassung in Birni-N’Konni. Als Dozent für Missionswissenschaft, traditionelle afrikanische Religionen und Islamwissenschaft lehrte er von 2002 bis 2008 am Missionary Institute of London und von 2008 bis 2011 in Abidjan und Bamako. Von 2011 bis 2016 war er Provinzial der Ordensprovinz für Westafrika und anschließend bis 2022 Generalassistent und Generalrat in der Ordensleitung in Rom. Ab 2023 war er Provinzialdelegierter für Westafrika und Direktor des Institut de Formation Islamo-Chrétienne in Bamako.
Papst Franziskus ernannte ihn am 22. Februar 2025 zum Bischof von Maradi. Die Bischofsweihe empfing er am 31. Mai desselben Jahres in Maradi.